# Kozery
Kozery – wieś sołecka w Polsce położona w województwie mazowieckim, w powiecie grodziskim, w gminie Grodzisk Mazowiecki.
| SIMC    | Nazwa          | Rodzaj    |
| ------- | -------------- | --------- |
| 0002298 | Kozery-Folwark | część wsi |

W latach 1975–1998 miejscowość administracyjnie należała do województwa warszawskiego.